# شهرستان حبیله
شهرستان حبیله یک منطقهٔ مسکونی در سودان است که در دارفور غربی واقع شده‌است.